# Hat er Arbeit?
Hat er Arbeit? ist ein Filmdrama des Regisseurs Kai Wessel aus dem Jahr 2001.

## Handlung
Kitty, die Frau eines Schweißers, lebt mit ihm in der Kleinstadt Boizenburg/Elbe. Da in dieser Region hohe Arbeitslosigkeit herrscht, wird sie ständig danach gefragt, ob ihr Mann einer geregelten Arbeit nachgeht. Sie kann diese Nachfragerei nicht mehr hören, da Karl, ihr Mann, nie arbeitslos war und sich somit zu den wenigen Leuten zählen kann, die immer einer geregelten Arbeit nachgegangen sind.
Soweit, denn dann kommt das unerwartete: Auch ihr Karl wird aufgrund von Umstrukturierungsmaßnahmen in der Firma, in der er angestellt ist, betroffen. Er soll, gemeinsam mit anderen Kollegen, entlassen werden.
Karl, zeit seines Lebens ein treuer und loyaler Arbeiter in seiner Firma, kann sich nicht vorstellen, wie er diese Nachricht seiner Frau schonend beibringen soll. Er verdrängt die Situation zunächst, indem er sich betrinkt. Als er am nächsten Morgen im Bett einer ihm fremden Frau aufwacht, kann er sich nicht erklären, wie er da hineingekommen ist.

## Produktionsnotizen
Der Film wurde am 3. Juli 2001 auf dem Filmfest München uraufgeführt und am 26. Oktober 2001 auf ARTE gezeigt. Gedreht wurde in Boizenburg und an verschiedenen Ufern der Elbe.

## Kritiken
TV Spielfilm fand, das Werk sei ein „witziges TV-Arbeiterdrama“ oder mit anderen Worten „ein Blaumannfilm made in Germany“. Das Gesamturteil lautet: „Klasse“.

## Auszeichnungen
- 2001: VFF TV-Movie Award, Produzentinpreis für Heike Richter-Karst
- 2002: Robert-Geisendörfer-Preis in der Kategorie Fernsehen